# .ae
Pour les articles homonymes, voir AE.
.ae est le domaine de premier niveau national (country code top level domain : ccTLD) réservé aux Émirats arabes unis.
امارات. (emarat, punycode: .xn--mgbaam7a8h) est également le domaine national internationalisé.

## Les sous-domaines
- a
- .net.ae
- .gov.ae
- .ac.ae
- .sch.ae
- .org.ae
- .mil.ae
- .pro.ae
- .name.ae